# Gran Premi Chantal Biya
El Gran Premi Chantal Biya (en francès Grand Prix Chantal Biya) és una cursa ciclista per etapes que s'ha disputat anualment al Camerun des del 2001. Des del 2006 la cursa forma part de l'UCI Àfrica Tour.
La cursa duu el nom de Chantal Biya, la dona del president del Camerun, Paul Biya.

## Palmarès
| Any  | Vencedor           | Segon                | Tercer                |
| ---- | ------------------ | -------------------- | --------------------- |
| 2001 | François Talla     | Oweno Owono          | Martinien Tega        |
| 2002 | Oweno Owono        | Abdul Wahab Sawadogo | Stéphane Decrouy      |
| 2003 | Shi Luo Jian       | Martinien Tega       | Koji Fukushima        |
| 2004 | Sébastien Duclos   | Martinien Tega       | Yukiya Arashiro       |
| 2005 | Joseph Sanda       |                      |                       |
| 2006 | Flaubert Douanla   | Frédéric Geminiani   | Martinien Tega        |
| 2007 | Peter van Agtmaal  | Julien Gonnet        | Scott Lyttle          |
| 2008 | Thomas Rostollan   | Florent Barle        | Flaubert Douanla      |
| 2009 | Peter van Agtmaal  | Joseph Sanda         | Sylvain Georges       |
| 2010 | Martinien Tega     | Hervé Raoul Mba      | Sébastien Gaultier    |
| 2011 | Yves Ngue Ngock    | Marek Čanecký        | Sébastien Reichenbach |
| 2012 | Alexandre Mercier  | Aurélien Gay         | Pavol Polievka        |
| 2013 | Yves Ngue Ngock    | Alexandre Join       | Bolodigui Ouattara    |
| 2014 | Mekseb Debesay     | Essaïd Abelouache    | Clovis Kamzong        |
| 2015 | Mouhssine Lahsaini | Jérémie Nzeke        | Endrik Puntso         |
| 2016 | Martial Roman      | Simon Guglielmi      | Hervé Raoul Mba       |
| 2017 | Clovis Kamzong     | Ján Andrej Cully     | Martin Mahdar         |
| 2018 | Juraj Bellan       | Clovis Kamzong       | Isiaka Cissé          |
| 2019 | Azzedine Lagab     | Marek Čanecký        | Arjan Hofman          |
| 2020 | Moïse Mugisha      | Lukáš Kubiš          | Clovis Kamzong        |
| 2021 | Lukáš Kubiš        | Jordi Slootjes       | Clovis Kamzong        |
| 2022 | Axel Taillandier   | Lukáš Kubiš          | Clovis Kamzong        |
| 2023 | Yacine Hamza       | Oussama Khafi        | Samuel Niyonkuru      |
| 2024 | Wesley Van Dyck    | Yacine Hamza         | Wannes Heylen         |